# Németül beszélő filozófusok listája
A németül beszélő filozófusok listája tartalmazza a nevezetes német, osztrák és svájci német nyelvű filozófusokat:

## A
- Günter Abel (* 1947), Homberg
- Erich Adickes (1866–1928), Bremen
- Theodor Adorno (1903–1969), Frankfurt am Main
- Hans Albert (1921–2023), Köln
- Johannes Althusius (~1563–1638), Diedenshausen
- Günther Anders (1902–1992), Wrocław
- Karl-Otto Apel (1922–2017), Düsseldorf
- Ernst Friedrich Apelt (1812–1859), Reichenau
- Ernst von Aster (1880–1948), Berlin
- Hannah Arendt (1906–1975), Linden
- Richard Avenarius (1843–1896), Párizs

## B
- Franz Baader (1765–1841), München
- Alfred Baeumler (1887–1968), Neustadt an der Tafelfichte (Böhmen)
- Bruno Bauch (1877–1942), Groß-Nossen
- Bruno Bauer (1809–1882), Eisenberg
- Alexander Gottlieb Baumgarten (1714–1762), Berlin
- Eduard Baumgarten (1898–1982), Freiburg
- Hans Michael Baumgartner (1933–1999), München
- Erich Becher (1882–1929), Reinshagen
- Heinrich Beck (* 1929), München
- Oskar Becker (1889–1964), Leipzig
- Werner Becker (1937–2009), Lauterbach
- Ansgar Beckermann (* 1945), Bielefeld
- Siegfried Behn (1884–1970), Hamburg
- Balthasar Bekker (1634–1698), Amsterdam
- Michael Benedikt (1928–2012), Wien (Bécs)
- Friedrich Eduard Beneke (1798–1854), Berlin
- Walter Benjamin (1892–1940), Berlin
- Wilhelm Raimund Beyer (1902–1990), Nürnberg
- Walter Biemel (1918–2015), Kronstadt
- Peter Bieri (1944–2023),[1] Bern
- Ernst Bloch (1885–1977), Ludwigshafen
- Hans Blumenberg (1920–1996), Lübeck
- Franz Böhm (1903–1946), München
- Jakob Böhme (1575–1624), Görlitz
- Bernard Bolzano (1781–1848), Prága
- Friedrich Ludewig Bouterweck (1766–1828), Oker
- Franz Brentano (1838–1917), Boppard
- Cay Baron von Brockdorff (1874–1946), Itzehoe
- Walter Brugger (1904–1990), Radolfzell am Bodensee
- Martin Buber (1878–1965), Wien (Bécs)
- Thomas Buchheim (* 1957), München

## C
- Rudolf Carnap (1891–1970), Ronsdorf
- Ernst Cassirer (1874–1945), Wrocław
- Hermann Cohen (1842–1918), Coswig
- Hedwig Conrad-Martius (1888–1966), Berlin
- Christian August Crusius (1715–1775), Leuna

## D
- Paul Deussen (1845–1919), Oberdreis
- Wilhelm Dilthey (1833–1911), Wiesbaden
- Andreas Dorschel (* 1962), Wiesbaden
- Hans Driesch (1867–1941), Kreuznach
- Helene von Druskowitz (1856–1918), Hietzing bei Wien (Bécs)
- Karl Eugen Dühring (1833–1921), Berlin
- Adolf Dyroff (1866–1943), Damm

## E
- Julius Ebbinghaus (1885–1981), Berlin
- Hans Ebeling (* 1939), Braunschweig
- Ferdinand Ebner (1882–1931), Wien (Bécs)er Neustadt
- Meister Eckhart (*~1260–1328), Hochheim oder Tambach
- Friedrich Engels (1820–1895), Barmen

## F
- Rafael Ferber (* 1950), Luzern
- Ludwig Andreas Feuerbach (1804–1872), Landshut
- Paul Feyerabend (1924–1994), Wien (Bécs)
- Immanuel Hermann Fichte (1796–1879), Jena
- Johann Gottlieb Fichte (1762–1814), Rammenau
- Franz Fischer (1929–1970), Niederösterreich
- Kuno Fischer (1824–1907), Sandewalde
- Vilém Flusser (1920–1991), Prága
- Rainer Forst (* 1964), Wiesbaden
- Manfred Frank (* 1945), Wuppertal
- Gottlob Frege (1848–1925), Wismar
- Hermann Friedmann (1873–1957), Heidelberg
- Jakob Friedrich Fries (1773–1843), Jena
- Erich Fromm (1900–1980), Frankfurt a. M.

## G
- Hans-Georg Gadamer (1900–2002), Marburg
- Christian Garve (1742–1798), Wrocław
- Arnold Gehlen (1904–1976), Leipzig
- Jean Gebser (1905–1973), Posen
- Joseph Geyser (1869–1948), Erkelenz
- Hermann Glockner (1896–1979), Fürth
- Karen Gloy (* 1941), Itzehoe
- Carl Göring (1841–1879), Leipzig
- Eberhard Grisebach (1880–1945), Hannover
- Gotthard Günther (1900–1984), Arnsdorf

## H
- Jürgen Habermas (* 1929), Düsseldorf
- Ernst Haeckel (1834–1919), Potsdam
- Johann Georg Hamann (1730–1788), Kalinyingrád (Königsberg)
- Wolfgang Harich (1923–1995), Kalinyingrád (Königsberg)
- Dirk Hartmann (* 1964), Erlenbach am Main
- Eduard von Hartmann (1842–1906), Berlin
- Nicolai Hartmann (1882–1950), Riga
- Georg Wilhelm Friedrich Hegel (1770–1831), Stuttgart
- Martin Heidegger (1889–1976), Meßkirch
- Heinz Heimsoeth (1886–1975), Köln
- Carl Gustav Hempel (1905–1997), Oranienburg
- Hans-Eduard Hengstenberg (1904–1998), Homberg
- Paul Hensel (1860–1930), Kalinyingrád (Königsberg)
- Johann Friedrich Herbart (1776–1841), Oldenburg
- Richard Herbertz (1878–1959), Köln
- Johann Gottfried Herder (1744–1803), Mohrungen
- Eugen Herrigel (1884–1955), Lichtenau (Baden)
- Jeanne Hersch (1910–2000), Genf
- Johannes Hessen (1889–1971), Lobberich
- Moses Hess (1812–1875), Bonn
- Otfried Höffe (* 1943), Leobschütz
- Hans Heinz Holz (1927–2011), Frankfurt am Main
- Richard Hönigswald (1875–1947), Magyaróvár
- Max Horkheimer (1895–1973), Zuffenhausen
- Ernst Horneffer (1871–1954), Stettin
- Vittorio Hösle (* 1960), Mailand
- Christoph Hubig (* 1952), Saarbrücken
- Wilhelm von Humboldt (1767–1835), Potsdam
- Edmund Husserl (1859–1938), Proßnitz

## I
- Christian Illies (* 1963), Bamberg

## J
- Friedrich Heinrich Jacobi (1743–1819), Düsseldorf
- Günther Jacoby (1881–1969), Kalinyingrád (Königsberg)
- Erich Jaensch (1883–1940), Wrocław
- Peter Janich (1942–2016), München
- Karl Jaspers (1883–1969), Oldenburg
- Wilhelm Jerusalem (1854–1923), Dřenitz,
- Karl Joël (1864–1934), Hirschberg/Schlesien
- Hans Jonas (1903–1993), Mönchengladbach

## K
- Friedrich Kambartel (* 1935), Münster
- Wilhelm Kamlah (1905–1976), Hohendorf
- Immanuel Kant (1724–1804), Kalinyingrád (Königsberg)
- Karl Kautsky (1854–1938), Prága
- Geert Keil (* 1963), Düsseldorf
- Ludwig Klages (1872–1956), Hannover
- Friedrich Klimke (1878–1924), Golleow
- Wolfgang Kluxen (1922–2007), Bensberg
- Panajotis Kondylis (1943–1998), Olympia
- Karl Korsch (1886–1961), Tostedt
- Victor Kraft (1880–1975), Wien (Bécs)
- Karl Christian Friedrich Krause (1781–1832), Eisenberg
- Richard Kroner (1884–1974), Wrocław
- Gerhard Krüger (1902–1972),  Wilmersdorf b. Berlin
- Eugen Kühnemann (1868–1946), Hannover
- Helmut Kuhn (1899–1991), Lüben

## L
- Johann Heinrich Lambert (1728–1777), Mülhausen
- Hans Lenk (1935–2024), Karlsruhe
- Friedrich Albert Lange (1828–1875), Wald bei Solingen
- Emil Lask (1875–1915), Wadowice
- Adolf Lasson (1832–1917), Strelitz
- Gottfried Wilhelm Leibniz (1646–1716), Leipzig
- Gotthold Ephraim Lessing (1729–1781), Kamenz
- Theodor Lessing (1872–1933), Hannover
- Godehard Link (* 1944), Eickelborn
- Hans Lipps (1889–1941), Pirna
- Theodor Lipps (1851–1914), Wallhalben
- Hermann Lotze (1817–1881), Bautzen
- Kuno Lorenz (* 1932), Vachdorf
- Paul Lorenzen (1915–1994), Kiel
- Karl Löwith (1897–1973), München
- Hermann Lübbe (* 1926), Aurich
- Niklas Luhmann (1927–1998), Lüneburg
- Lukács György (Löwinger György/Georg Lukács) (1885–1971), Budapest
- Holger Lyre (* 1965), ?

## M
- Ernst Mach (1838–1916), Turas
- Dietrich Mahnke (1884–1939), Verden
- Heinrich Maier (1867–1933), Heidenheim an der Brenz
- Salomon Maimon (~1752–1800), Mir
- Siegfried Marck (1889–1957), Wrocław
- Ernst Marcus (1856–1928), Kamen
- Herbert Marcuse (1898–1979), Berlin
- Odo Marquard (1928–2015), Stolp
- Karl Marx (1818–1883), Trier
- Georg Mehlis (1878–1942), Hannover
- Moses Mendelssohn (1729–1786), Dessau
- Georg Misch (1878–1965), Berlin
- Jürgen Mittelstraß (* 1936), Düsseldorf
- Willy Moog (1888–1935), Neuengronau

## N
- Herta Nagl-Docekal (1944), Wels, Felső-Ausztria
- Paul Natorp (1854–1924), Düsseldorf
- Leonard Nelson (1882–1927), Berlin
- Friedrich Nietzsche (1844–1900), Röcken bei Lützen

## O
- Klaus Oehler (* 1928), Solingen
- Otto-Peter Obermeier (* 1941), Zürich
- Traugott Oesterreich (1880–1949), Stettin

## P
- Michael Pauen (* 1956), Krefeld
- Friedrich Paulsen (1846–1908), Langenhorn bei Niebüll
- Herlinde Pauer-Studer (* 1953), Bludenz, Vorarlberg
- Annemarie Pieper (* 1941), Düsseldorf
- Helmuth Plessner (1892–1985), Wiesbaden
- Otto Pöggeler (1928–2014), Attendorn
- Karl Popper (1902–1994), Wien (Bécs)
- Richard David Precht (* 1964), Solingen
- Samuel von Pufendorf (1632–1694), Dorfchemnitz

## R
- Günter Ralfs (1899–1960), Braunschweig
- Johannes Rehmke (1848–1930), Hainholz
- Jakob Friedrich Reiff (1810–1879), Vaihingen an der Enz
- Klaus Reich (1906–1996), Berlin
- Hans Reichenbach (1891–1953), Hamburg
- Carl Leonhard Reinhold (1757–1823), Wien (Bécs)
- Heinrich Rickert (1863–1936), Danzig
- Alois Riehl (1844–1924), Bozen
- Heinrich Rombach (1923–2004), Freiburg
- Karl Rosenkranz (1805–1879), Magdeburg
- Franz Rosenzweig (1886–1929), Kassel

## S
- Lothar Schäfer (* 1934), ?
- Johannes Scheffler, genannt Angelus Silesius (1624–1677), Wrocław (?)
- Max Scheler (1874–1928), München
- Friedrich Wilhelm Joseph Schelling (1775–1854), Leonberg
- Friedrich Schiller (1759–1805), Marbach am Neckar
- Friedrich Schleiermacher (1768–1834), Wrocław
- Moritz Schlick (1882–1936), Berlin
- Wilhelm Schmid (* 1953), Billenhausen
- Michael Schmidt-Salomon (* 1967), Trier
- Herbert Schnädelbach (* 1936), Altenburg
- Artur Schneider (1876–1945), Neustadt/Oberschlesien
- Arthur Schopenhauer (1788–1860), Danzig
- Gottlob Ernst Schulze (1761–1833), Heldrungen
- Wilhelm Schuppe (1836–1913), Brieg
- Hermann Schwarz (1864–1951), Düren
- Oswald Schwemmer (* 1941), Hilden
- Gustav Siewerth (1903–1963), Hofgeismar
- Christoph von Sigwart (1830–1904), Tübingen
- Heinrich Christoph Wilhelm von Sigwart (1789–1844), Remmingsheim
- Georg Simmel (1858–1918), Berlin
- Peter Sloterdijk (* 1947), Karlsruhe
- Alfred Sohn-Rethel (1899–1990), Neuilly-sur-Seine
- Andreas Urs Sommer (* 1972), Zofingen
- Robert Spaemann (1927–2018), Berlin
- Oswald Spengler (1880–1936), Blankenburg
- Eduard Spranger (1882–1963), Berlin-Lichterfelde
- Werner Stegmaier (* 1946), Ludwigsburg
- Edith Stein (1891–1942), Wrocław
- Rudolf Steiner (1861–1925), Kraljevec
- Max Stirner (1806–1856), Bayreuth
- Gustav Wilhelm Störring (1860–1946), Voerde
- David Friedrich Strauß (1808–1874), Ludwigsburg
- Leo Strauss (1899–1973), Kirchhain
- Helene Stöcker (1869–1943), Elberfeld (heute Wuppertal)

## T
- Bernhard H. F. Taureck (* 1943), Hildesheim
- Jacob Taubes (1923–1987), Wien (Bécs)
- Gustav Teichmüller (1832–1888), Braunschweig
- Christian Thiel (* 1937), Neusalz an der Oder
- Johannes Thyssen (1892–1968), Langenberg (Rheinland)
- Elfriede Walesca Tielsch (1910–1993), Pommern
- Christian Thomasius (1655–1728), Leipzig
- Ernst Topitsch (1919–2003), Wien (Bécs)
- Peter Trawny (* 1964), Gelsenkirchen
- Ernst Tugendhat (1930–2023), Brünn

## V
- Hans Vaihinger (1852–1933), Nehren
- Johannes Maria Verweyen (1883–1945), Till
- Eric Voegelin (1901–1985), Köln
- Johannes Volkelt (1848–1930), Kunzendorf

## W
- Richard Wahle (1857–1935), Wien (Bécs)
- Ferdinand Weinhandl (1896–1973), Judenburg
- Wilhelm Weischedel (1905–1975), Frankfurt am Main
- Carl Friedrich von Weizsäcker (1912–2007), Kiel
- Albrecht Wellmer (1933–2018), Bergkirchen
- Max Wentscher (1862–1942), Graudenz
- Wilhelm Windelband (1848–1915), Potsdam
- Ludwig Wittgenstein (1889–1951), Wien (Bécs)
- Christian Wolff (1679–1754), Wrocław
- Max Wundt (1879–1963), Leipzig
- Peter Wust (1884–1940), Rissenthal

## Z
- Eduard Zeller (1814–1908), Kleinbottwar
- Rudolf Zocher (1887–1976), Großenhain
- Volker Zotz (* 1956), Luxemburg
- Klaus Zweiling (1900–1968), Berlin

## Fordítás
- Ez a szócikk részben vagy egészben  a   Liste deutschsprachiger Philosophen című német Wikipédia-szócikk fordításán alapul.  Az eredeti cikk szerkesztőit annak laptörténete sorolja fel. Ez a jelzés csupán a megfogalmazás eredetét és a szerzői jogokat jelzi, nem szolgál a cikkben szereplő információk forrásmegjelöléseként.